# Dehesa del Carrizal
Dehesa del Carrizal es un Vino de Pago procedente de Castilla-La Mancha, solo aplicable a vinos tintos y vinos blancos. La superficie del viñedo ocupa 22,4283 ha distribuidas en parcelas del término municipal de Retuerta del Bullaque (provincia de Ciudad Real). El marco de plantación del viñedo plantado entre 1987 y 1997 es 3×2 m (1.666 plantas/ha) en empalizada con sistema de conducción y poda Cordón-Royat. El marco de plantación del viñedo plantado en 1998 es de 3×1,66 (2.000 plantas/ha) en empalizada con sistema de conducción y poda Smart-Dyson.
Esta denominación de origen protegida obtuvo su registro ante la Unión Europea el 8 de agosto de 2009. También cuenta con registro ante la Organización Mundial de la Propiedad Intelectual desde 22 de junio de 2021.